# Tomáš Smatlánek
Tomáš Smatlánek (18. prosince 1932 – 1989) byl slovenský silniční motocyklový závodník. Závodil i jako automobilový závodník.

## Závodní kariéra
Závodil ve třídách do 125 cm³ a 250 cm³ na motocyklech značek ČZ. V mistrovství Československa skončil nejlépe na celkovém pátém místě v roce 1957 ve třídě do 175 cm³. Jeho nejlepším výsledkem v jednotlivém závodě mistrovství Československa je 2. místo v Uherském Hradišti v roce 1957 ve třídě do 250 cm³.

## Úspěchy
- Mistrovství Československa silničních motocyklů – celková klasifikace
  - 1957 do 250 cm³ – 5. místo – ČZ OHC
  - 1960 do 250 cm³ – nebodoval – ČZ OHC
  - 1961 do 175 cm³ – 8. místo – ČZ
  - 1962 do 175 cm³ – 8. místo – ČZ
  - 1963 do 175 cm³ – 14. místo – ČZ
  - 1964 do 175 cm³ – 16. místo – ČZ
  - 1965 do 175 cm³ – nebodoval – ČZ